# 埼玉六宿
埼玉六宿 (さいたまろくしゅく)とは、埼玉県東部の6自治体のことを指す。いずれも日光街道のかつての宿場町であり、2016年9月から共同して観光キャンペーンなどを実施している。また、パンフレットの発行やスタンプラリーなども行っている。

## 埼玉六宿の構成
以下の6市町で構成される。日光街道21宿のうち、第2から第7の宿場町にあたる。
- 草加市 - 草加宿
- 越谷市 - 越ヶ谷宿
- 春日部市 - 粕壁宿
- 杉戸町 - 杉戸宿
- 幸手市 - 幸手宿
- 久喜市 - 栗橋宿

## ミッションデー埼玉六宿
2016年12月18日に、スマートフォン向けオンライン位置情報ゲームであるIngressにおいて、「ミッションデー埼玉六宿」と題したイベントが開催され、各自治体が協力している。
ミッションデーの受付会場は杉戸町の「第二流灯工房」設置されていた。自治体による記念品などの配布も行われた。日光街道の草加から栗橋までの史跡をめぐるという趣旨であり、2000人ほどが参加した。
MD開催にあたり「六松さん」という愛称を持った公式twitter(呟き期間：同年11月9日～12月18日)や、Google+アカウントなどでイベントの情報が告知された。